# Tesserete
Tesserete (in dialetto ticinese Tesarè) è una frazione di 1 156 abitanti del comune svizzero di Capriasca, nel Canton Ticino (distretto di Lugano).

## Storia
L'area risulta essere stata colonizzata già durante l'Età del ferro, come hanno dimostrato ritrovamenti di alcune sepolture con corredo rinvenute nei pressi della chiesa parrocchiale, oltre a steli funerarie con iscrizioni in alfabeto etrusco settentrionale e sepolture di epoca romana.
La prima documentazione storica dell'esistenza del borgo di Tesserete, sebbene di dubbia autenticità, risale all'anno 1078, quando il paese viene citato nel testamento della contessa Grassa, nobildonna milanese proprietaria di queste terre, che con quell'atto consegnò parte dei propri terreni e dei diritti sui pascoli alpini locali agli abitanti per farsi perdonare del delitto compiuto dai suoi figli che avevano ucciso a tradimento il prevosto della chiesa di Santo Stefano per delle contese insorte. La stessa contessa volle essere sepolta a Tesserete, proprio accanto alla canonica, dove ancora oggi si trova la sua tomba.

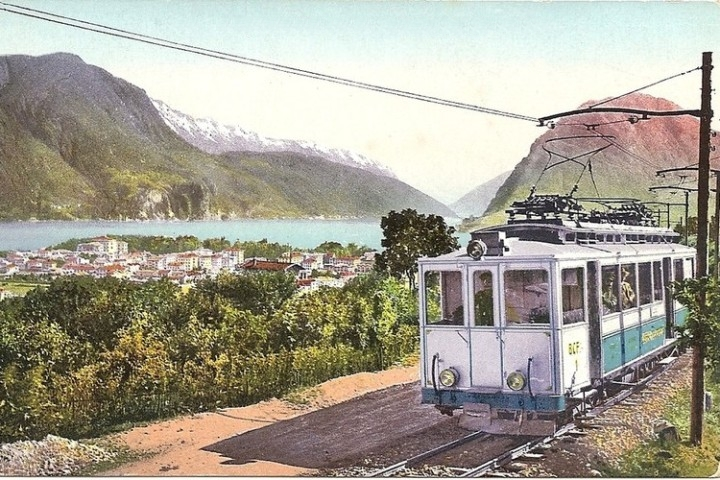
Motrice sulla ferrovia Lugano-Tesserete

Nel 1844 l'abitato, seppur piccolo, venne dotato di una scuola di disegno, e dall'anno successivo di un asilo infantile. Nel 1852 si insediò in paese una scuola maggiore e dal 1909 venne completata la ferrovia Lugano-Tesserete (dismessa nel 1967) che portò ad un ingrandimento dell'insediamento, che nel 1934 venne dotato anche di una casa di riposo. Nel 1976 a Tesserete fu aggregato il comune soppresso di Campestro con la frazione di Odogno. Nel 1982 il borgo è stato dotato di una scuola media.

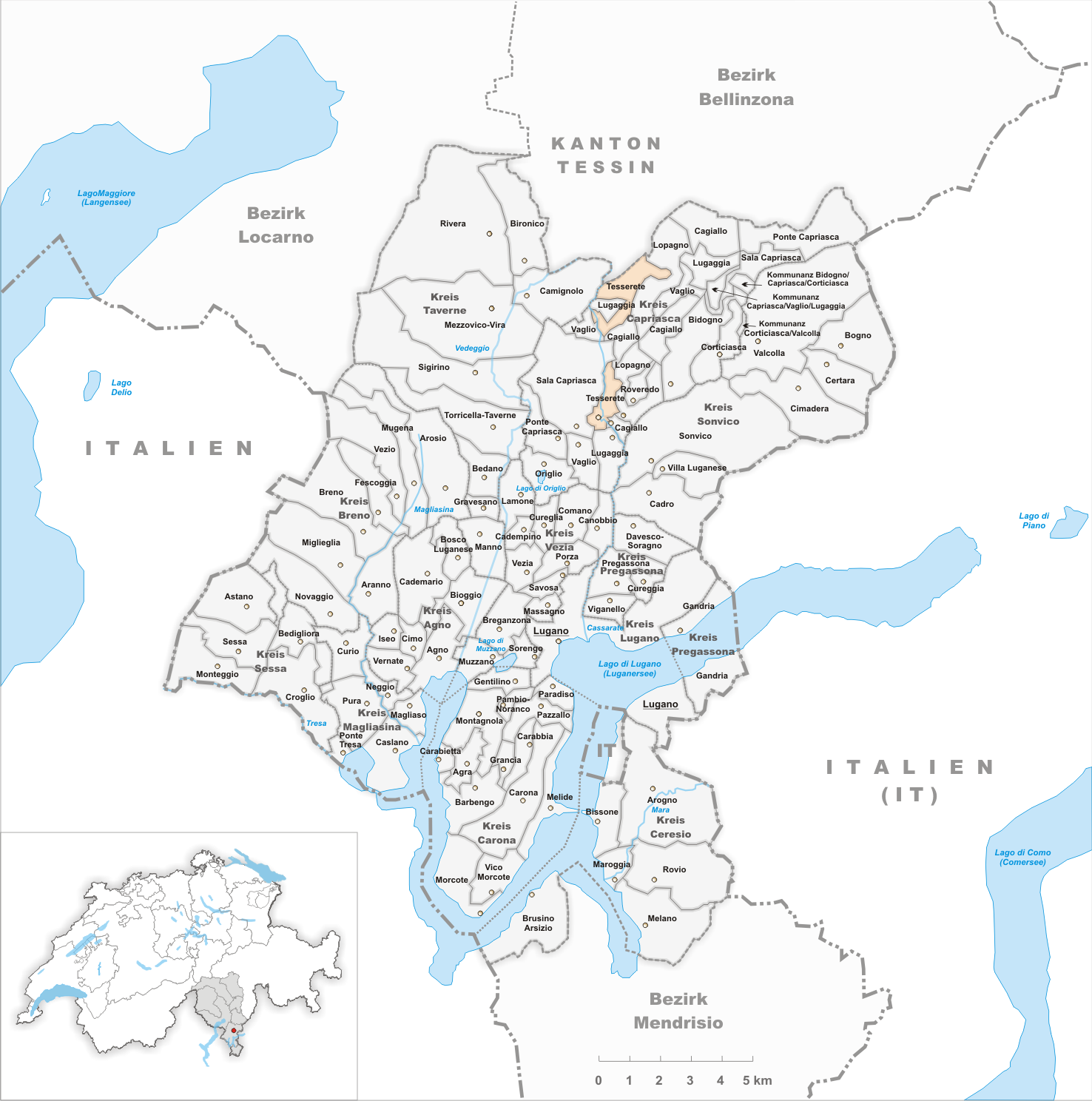
Il territorio del comune di Tesserete prima degli accorpamenti comunali del 2001

Già comune autonomo che si estendeva per 3,04 km², il 15 ottobre 2001 è stato accorpato agli altri comuni soppressi di Cagiallo, Lopagno, Roveredo, Sala Capriasca e Vaglio per formare il comune di Capriasca, del quale Tesserete è capoluogo.

## Monumenti e luoghi d'interesse

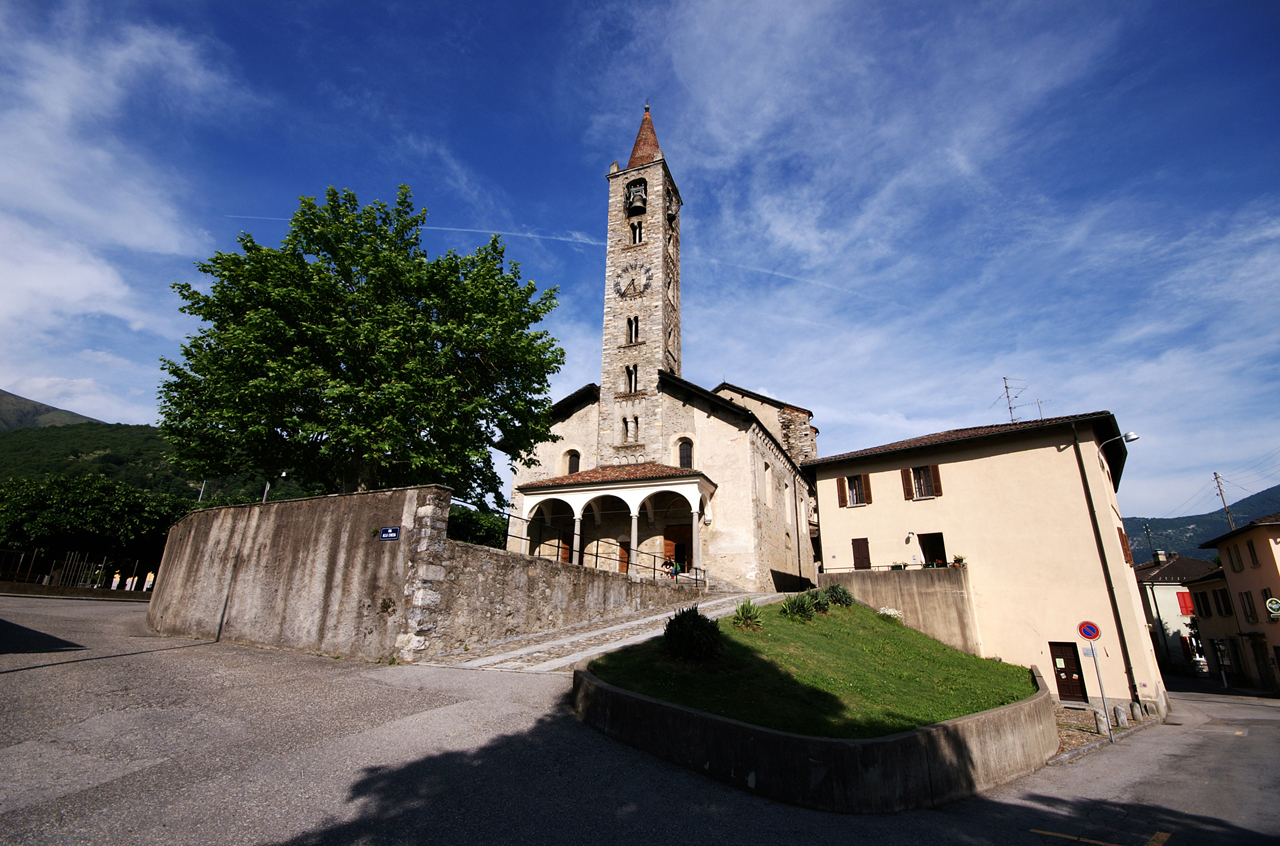
La chiesa prepositurale di Santo Stefano

- Chiesa prepositurale di Santo Stefano, trasformata nel XV, XVI e XVIII secolo[1].

## Società

### Evoluzione demografica
L'evoluzione demografica è riportata nella seguente tabella (con Campestro dal 1976):
Abitanti censiti

## Cultura
La località è nota in tutta la Svizzera italiana per il suo carnevale Or Penagin, tra i più importanti e grandi carnevali del Canton Ticino.

## Amministrazione
Ogni famiglia originaria del luogo fa parte del cosiddetto comune patriziale e ha la responsabilità della manutenzione di ogni bene ricadente all'interno dei confini della frazione.